# Alexander Jakowlewitsch Bulynnikow
Alexander Jakowlewitsch Bulynnikow (russisch Александр Яковлевич Булынников; * 25. Augustjul. / 6. September 1892greg. in Pleskau; † 21. Oktober 1972 in Tomsk) war ein russisch-sowjetischer Geologe und Hochschullehrer.

## Leben
Nach dem Besuch der Sergijew-Realschule in Pleskau studierte Bulynnikow ab 1911 am Bergbau-Institut St. Petersburg. Seine Lehrer waren Jewgraf Stepanowitsch Fjodorow, Karol Bohdanowicz und Wassili Wassiljewitsch Nikitin. Im Sommer 1915 führte Bulynnikow topografische Vermessungen durch und arbeitete als Probensammler in einer Prospektionsgruppe, die im Ujesd Chodschent nach Gold- und Kupfererzen suchte. 1916 war er Probensammler des Geologen des Staatlichen Geologie-Komitees (Geolkom) Wladimir Alexandrowitsch Wosnessenski bei der Begutachtung der Chrom-, Nickel- und Antimon-Lagerstätten im Ural. Im Sommer 1917 arbeitete er bei dem Geolkom-Geologen Wladimir Klimentjewitsch Kotulski, der Golderz im Ujesd Saissan prospektierte.
Im Dezember 1917 kehrte Bulynnikow nach Petrograd zurück, um sein Studium abzuschließen. Nach der erfolgten Oktoberrevolution war ihm dies jedoch nicht möglich, so dass er im Mai 1918 auf Einladung der Südsibirischen Aktiengesellschaft nach Sibirien ging. Er führte bei Tomsk die Prospektion der Alkabek-Lagerstätte fort und leitete die Arbeiten in den Laidin-Gruben im Ujesd Ust-Kamenogorsk.
Im Russischen Bürgerkrieg wurde Bulynnikow im Mai 1919 Infanterist im 5. Infanterieregiment der Weißen Armee und dann Sappeur in der 5. Ingenieur-Division in Semipalatinsk. Als dann die Rote Armee Semipalatinsk einnahm, diente er vom 17. November 1919 bis zum 14. Januar 1920 als Topograf im Stab des 4. Bauern-Korps der Roten Armee. Nach der Demobilisierung wurde er in die Bergbau-Abteilung des Volkswirtschaftsrats des Gouvernements Semipalatinsk geschickt. Er war beteiligt an der Begutachtung der Ekibastus-Gruben, an den Prospektions- und Explorationsarbeiten auf der Kumgul-Steinkohle-Lagerstätte und an der geologischen Vermessung am Balchaschsee.
Im Herbst 1920 wurde Bulynnikow nach Tomsk geschickt, um sein Studium abzuschließen. Das Studium schloss er am Tomsker Technologischen Institut (TTI) in der Bergbau-Fakultät als Bergbau-Ingenieur der Fachrichtung Prospektion im Juli 1921 und am Bergbau-Institut Petrograd in der Fakultät für geologische Prospektion im Dezember 1921 ab. Darauf wurde er Ingenieur-Geologe in der sibirischen Abteilung des Trusts Promraswedka und leitete bis April 1922 die Prospektionsgruppe, die im Ujesd Minussinsk nach Gold suchte. Von April bis November 1922 war er Assistent des Leiters der Untertagearbeiten in den Prokopjewsk-Gruben des Kusbasstrusts. Dann war er bis Juli 1923 Prospektionsingenieur der Promraswedka in der Irkutsker Abteilung und erstellte eine statistisch-ökonomische und geologische Beschreibung der Goldlagerstätten in Ostsibirien. Daneben lehrte er Geologie am Irkutsker Industrie-Technikum. Nach der Verschmelzung der Promraswedka mit dem sibirischen Geologischen Komitee Sibgeolkom kam er nach Tomsk und leitete als Chef der Prospektionsgruppe die Untersuchungen der Goldvorkommen im Ostsajan.
Im Februar und März 1926 suchte Bulynnikow im Auftrag der Tomsker Eisenbahnverwaltung Tonminerale für Schamotte in der Region Krasnojarsk beim Bahnhof Ujar und entdeckte die Ujar- und Sobolew-Lagerstätten. Darauf war er Chef verschiedener Prospektionsgruppen, die in den Goldgebieten des Kusnezker Alataus arbeiteten. Seine Ergebnisse führten zur Gründung von Unternehmen zur Ausbeutung der Lagerstätten Kommunar und Saral.
Nach einer dreimonatigen Fortbildung in der Geologie-Hauptverwaltung wurde Bulynnikow im März 1930 dort Geologe der Prospektionsabteilung. Im Mai 1930 wurde er Leiter der Kommunar-Prospektionsgruppe. Ab 1931 suchte er nach Gold in der Mariinsker Taiga und leitete im Trust Sibmetraswedka Untersuchungen der Goldvorkommen und des Magmatismus des Salairrückens. Mit seiner Hilfe wurden detaillierte geologische Karten und geologisch-ökonomische Beschreibungen der Goldfelder des Altais, des Kusnezker Alataus, des Sajans und des Salairrückens erstellt. Die meisten Lagerstätten beschrieb er selbst.
Daneben lehrte Bulynnikow Petrographie und Mineralogie am Lehrstuhl für Petrographie des Sibirischen Instituts für Prospektion (dann Tomsker Bergbau-Institut). Am 1. September 1934 wurde er Dozent und vertrat ab September 1935 den nach Moskau versetzten Lehrstuhlleiter Nikolai Nikolajewitsch Gornostajew.
Am 21. Januar 1938 wurde Bulynnikow Leiter des Lehrstuhls für Petrographie der Staatlichen Universität Tomsk (TGU). Im Mai 1938 wurde er ohne Verteidigung einer Dissertation zum Kandidaten der geologisch-mineralogischen Wissenschaften promoviert und zum Professor ernannt. Am 26. März 1941 verteidigte er im TGU-Rat mit Erfolg seine Doktor-Dissertation über Golderzformationen und Goldvorkommen des Altai-Sajan-Gebirgssystems für die Promotion zum Doktor der geologisch-mineralogischen Wissenschaften. Sein Opponent war Wladimir Afanassjewitsch Obrutschew.
Während des Deutsch-Sowjetischen Kriegs setzte er seine Forschungen in der Mariinsker Taiga, in Bergschorien, im Salairrücken und im Ost- und Westsajan fort. Er war Inspektor und Berater aller einschlägigen Organisationen und leitete deren Prospektionsarbeiten. Daneben war er von April 1944 bis Juli 1948 wissenschaftlicher Mitarbeiter der Westsibirischen Filiale der Akademie der Wissenschaften der UdSSR.
Am 25. April 1949 wurde Bulynnikow aufgrund einer Denunziation der Prawda-Korrespondentin A. F. Schestakowa verhaftet im Zusammenhang mit dem Krasnojarsker Geologen-Prozess wie auch Alexei Alexandrowitsch Balandin, Jakow Samoilowitsch Edelstein, Iossif Fjodorowitsch Grigorjew, Alexander Grigorjewitsch Wologdin, Michail Petrowitsch Russakow, Michail Michailowitsch Tetjajew, Wladimir Michailowitsch Kreiter, Lew Iossifowitsch Schamanski, Wjatscheslaw Wjatscheslawowitsch Bogazki, Wladimir Klimentjewitsch Kotulski, Igor Wladimirowitsch Lutschizki, Jewgeni Ossipowitsch Pogrebizki, Boris Fjodorowitsch Speranski, Wenedikt Andrejewitsch Chachlow, Felix Nikolajewitsch Schachow und weitere Geologen. Im Lefortowo-Gefängnis schrieb er Gedichte, nachdem ihm seine Notizbücher mit Gedichten abgenommen worden waren. Am 28. Oktober 1950 wurde Bulynnikow von der Sonderkonferenz des NKWD nach Artikel 58 des Strafgesetzbuches der RSFSR wegen Sabotage bei der Suche nach Uranvorkommen in Sibirien zu 15 Jahren Lagerhaft verurteilt. Er kam in die geologische Abteilung des gefängnisartigen Sonder-Technikbüros OTB-1 in Krasnojarsk. Im Jenisseistroi-System führte er viele bedeutende petrographisch-mineralogische Untersuchungen durch und entdeckte neue Lagerstätten. Nach Stalins Tod wurde Bulynnikows Verurteilung am 10. April 1954 aufgrund fehlender Beweise aufgehoben, und er wurde freigelassen.
Am 2. Juni 1954 kehrte Bulynnikow in die TGU zurück. Die Verbesserung der Lehrmethoden war ihm immer wichtig. Er gründete ein Museum für regionale Petrographie an der TGU. 1957 war er an der Entdeckung der Kija-Schaltyr-Lagerstätte in der Oblast Kemerowo beteiligt, die die Rohstoffbasis des Aluminiumoxid-Kombinats Atschinsk wurde.
Am 1. Januar 1972 ging er als beratender Professor in den Ruhestand. Er war verheiratet mit der Paläontologin Piama Stefanowna, geborene Krasnopejewa (1896–1982), und hatte eine Tochter, einen Sohn und einen Enkel, die alle Geologen wurden.

## Ehrungen, Preise
- 2. Preis für die beste Arbeit der TGU (1945)
- 1. Preis der TGU für die Monografie über die Goldvorkommen in Westsibirien (1961)
- Lagerstätten-Erstentdecker mit Denkmal in Belogorsk (früher Kija-Schaltyr), Oblast Kemerowo (1969)